# Dominick Cunningham
Pour les articles homonymes, voir Cunningham.
Dominick Adam Cunningham (né le 9 mai 1995 à Birmingham) est un gymnaste britannique ayant choisi de représenter l'Irlande à partir de 2022.
Il remporte le titre par équipes et la médaille de bronze au saut de cheval lors des Jeux du Commonwealth de 2018 à Gold Coast. Il obtient la médaille d'or au sol et la médaille d'argent par équipes aux Championnats d'Europe de gymnastique artistique masculine 2018 à Glasgow.
En 2022, ce dernier demande d'adopter la nationalité irlandaise, nationalité acquise par son père.